# Bernhard Rüger
Bernhard Rüger (* 1942) ist ein deutscher Statistiker und Hochschullehrer.

## Leben
Er promovierte 1970 zum Dr. rer. nat. bei  Hans Werner Richter an der Universität München mit einer Dissertation zu  mehrdimensionalen  stabilen Verteilungen.

Er war bis zu seiner Versetzung in den Ruhestand im Jahr 2007 als Professor für Statistik an der Universität München tätig. Dort war er von 1997 bis 2007 Leiter der Arbeitsgruppe Statistisches Methodenzentrum psychotherapeutischer Studien.

## Schriften (Auswahl)

### Als Autor
- Über mehrdimensionale stabile Verteilungen. München 1970, DNB 482120703 (Hochschulschrift, Naturwiss. Fak., Diss. vom 23. Juni 1970).
- Mit Ulrich Kockelkorn: Schätzung der Komponenten einer Zeitreihe mit konstanter Saisonfigur nach der Methode der gleitenden Durchschnitte. In: Statistische Hefte. Band 14, Nr. 3, 1973, S. 237–270, doi:10.1007/BF02929696.
- Mit Ulrich Kockelkorn: Die Schätzung der glatten Komponente von Zeitreihen ohne Saisonfigur mit Hilfe gleitender Durchschnitte bei Verwendung von Polynomen ersten bis dritten Grades. In: Blätter des DGVFM. Band 11, Nr. 3, 1974, S. 319–329, doi:10.1007/BF02809379.
- Alternativtests für zwei einfache Hypothesen mit endlich vielen Ergebnissen. In: Metrika. Band 27, Nr. 3, 1980, S. 73–90, doi:10.1007/BF02809379.
- Induktive Statistik – Einführung für Wirtschafts- und Sozialwissenschaftler. Oldenbourg, München /  Wien 1988, ISBN 3-486-20535-8.
- Kritische Anmerkungen zu den statistischen Methoden in Grawe, Donati und Bernauer: „Psychotherapie im Wandel. Von der Konfession zur Profession“. In: Zeitschrift für Psychosomatische Medizin und Psychoanalyse. Band 40, Nr. 4, 1994, S. 368–383, PMID 7817634.
- Kurt Weichselberger. In: Horst Rinne, Bernhard Rüger, Heinrich Strecker (Hrsg.): Grundlagen der Statistik und ihre Anwendungen – Festschrift für Kurt Weichselberger. Physica-Verlag, Heidelberg 1995, ISBN 3-7908-0872-5, S. 3–14.
- Fragen und Anmerkungen zu einigen statistischen Methoden in der Psychotherapieforschung. In: Psychotherapieforum. Band 4, Nr. 3, 1996, S. 135–143.
- Eine Erwiderung auf Grawes Artikel „Psychotherapie und Statistik im Spannungsfeld zwischen Wissenschaft und Konfession“. In: Zeitschrift für Klinische Psychologie. Band 25, Nr. 1, 1996, S. 61–63.
- Kumulative Niveauprofil-Tests / Cumulative Niveau Profile Test. In: Jahrbücher für Nationalökonomie und Statistik. Band 217, Nr. 1, 1998, S. 82–92, doi:10.1515/jbnst-1998-0110.
- Test- und Schätztheorie, Band I: Grundlagen. Oldenbourg, München 1999, ISBN 3-486-23650-4.
- Test- und Schätztheorie, Band II: Statistische Tests. Oldenbourg, München 2002, ISBN 3-486-25130-9.
- Mit Marianne Leuzinger-Bohleber, Ulrich Stuhr, Manfred Beutel: Langzeitwirkungen von Psychoanalysen und Psychotherapien: Eine multiperspektivische, repräsentative Katamnesestudie. In: Psyche. Band 55, Nr. 3, 2001, S. 193–276.
- Mit Manfred E. Beutel, Marcur Rasting, Ulrich Stuhr, Marianne Leuzinger-Bohleber: Assessing the impact of psychoanalyses and long-term psychoanalytic therapies on health care utilization and costs. In: Psychotherapy Research. Band 14, Nr. 2, 2004, S. 146–160, doi:10.1093/ptr/kph014.
- Mit Marianne Leuzinger-Bohleber, Martin Hauzinger, Wolfram Keller, Georg Fiedler, Ulrich Bahrke, Lisa Kallenbach, Johannes Kaufhold, Alexa Negele, Helmut Küchenhoff, Felix Günther, Mareike Ernst, Patrick Rachel, Manfred E. Beutel: Psychoanalytische und kognitiv-behaviorale Langzeitbehandlung chronisch depressiver Patienten bei randomisierter oder präferierter Zuweisung – Ergebnisse der LAC-Studie. In: Psyche. Band 73, Nr. 2, 2019, S. 77–105.
- Mit Manfred Beutel, Lina Krakau, Johannes Kaufhold, Ulrich Bahrke, Alexa Grabhorn, Martin Hauzinger, Georg Fiedler, Lisa Kallenbach-Kaminski,  Mareike Ernst, Marianne Leuzinger-Bohleber Kaufhold: Recovery from chronic depression and structural change: 5-year outcomes after psychoanalytic and cognitive-behavioural long-term treatments (LAC depression study). In: Clinical Psychology & Psychotherapy. Band 30, Nr. 1, 2022, S. 188–201, doi:10.1002/cpp.2793.

### Als Herausgeber
- Mit Horst Rinne, Heinrich Strecker (Hrsg.): Grundlagen der Statistik und ihre Anwendungen – Festschrift für Kurt Weichselberger. Physica-Verlag, Heidelberg 1995, ISBN 3-7908-0872-5.